# Панцершрек
«Панцершрек» (нем. Panzerschreck — «ужас танков»; официально RPzB. 54, от Raketenpanzerbüchse — «реактивное противотанковое ружьё») — немецкий ручной противотанковый гранатомёт. Был снабжён щитком, в отличие от базовой версии «Офенрор» (Ofenrohr — «печная труба»; официально RPzB. 43).
«Офенрор» и «Панцершрек» были достаточно мощным оружием, но довольно громоздким в переноске и сложным в производстве.

## История

### Разработка
В 1943 году в Германии была предпринята попытка решить проблему противотанковой обороны с помощью реактивного ручного противотанкового гранатомёта (РПГ) «Офенрор» (нем. Ofenrohr — «печная труба»), официально называвшегося RPzB. 43. Он стрелял реактивными гранатами кумулятивного действия калибра 88 мм на дальность до 150 м, с бронебойностью 150—220 мм.

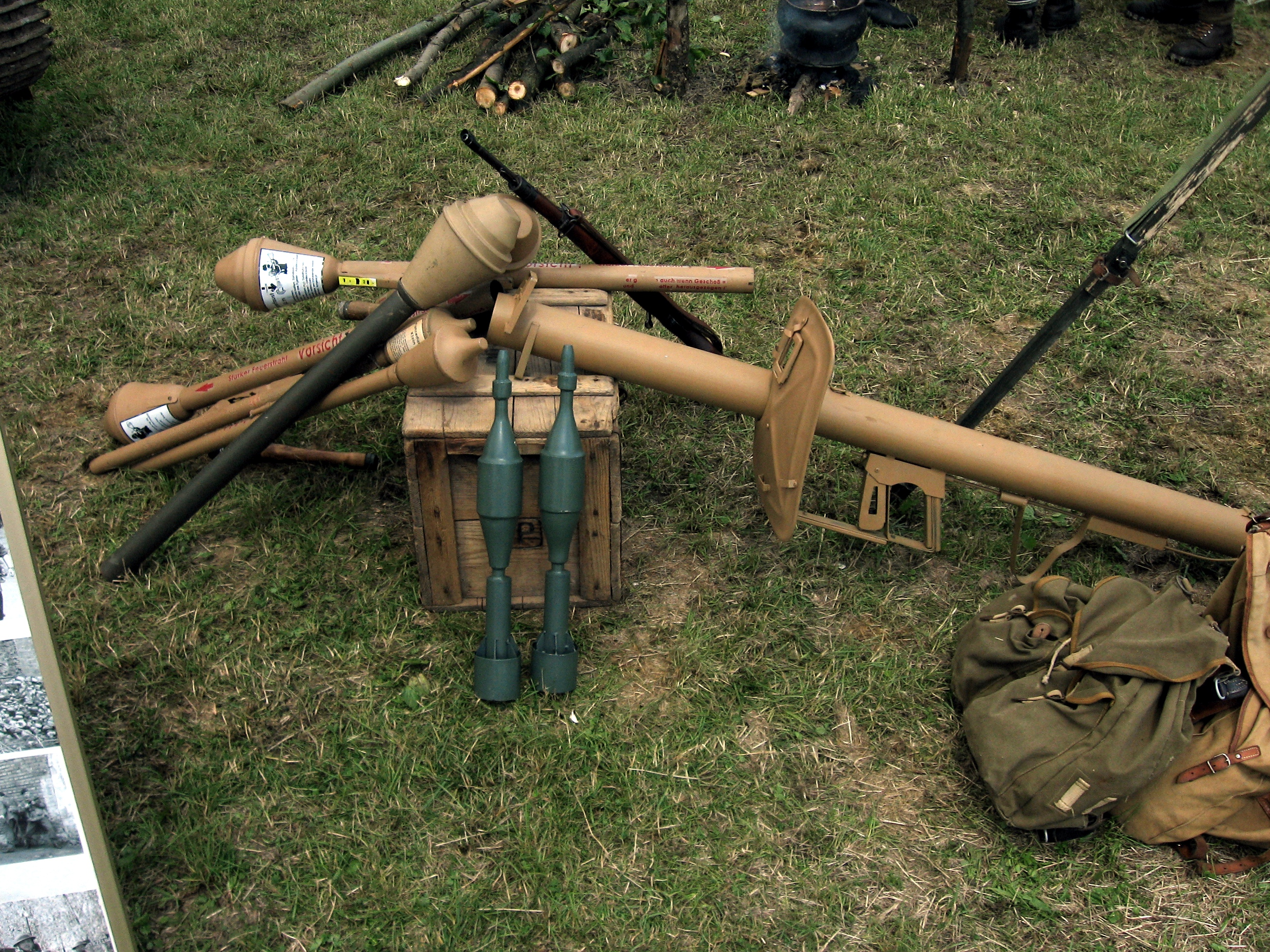
«Фаустпатроны», «Панцерфаусты» и «Панцершрек» с боеприпасами к нему

Гранатомёт был создан на основе конструкции захваченного американского противотанкового гранатомёта «Базука» и состоял из открытой с обоих концов гладкостенной трубы с тремя направляющими, импульсного генератора с электропроводкой и штепсельной коробкой, ударно-спускового механизма и прицела. На поле боя гранатомёт обслуживался расчётом из двух человек: наводчиком и заряжающим.
Труба на заднем конце имела кольцо, предохраняющее канал от загрязнения и повреждений, а также облегчающее вкладывание гранаты в канал трубы. На трубе имелся также плечевой упор с наплечником, две рукоятки для удерживания ружья при наводке, две антабки с ремнём для переноски гранатомёта и пружинную защёлку для удержания мины в заряжённом гранатомёте. Воспламенение реактивного заряда мины в момент выстрела обеспечивалось импульсным генератором и ударно-спусковым механизмом.
Стрельба из гранатомёта велась с помощью прицела, состоящего из переднего и заднего визиров. Для защиты от раскалённых пороховых газов, образующихся при выстреле, наводчик перед стрельбой из ружья «Офенрор» должен был надеть маску противогаза (без фильтра) и перчатки. Это обстоятельство существенно затрудняло использование оружия, поэтому в 1944 году появилась его модификация, снабжённая защитным щитком. Она известна под названием «Панцершрек» (нем. Panzerschreck — «гроза танков»), официальное обозначение RPzB. 54.
Были созданы «арктическая» — для северных секторов Восточного фронта и «тропическая» — для Северной Африки — модификации гранаты.

### Производство
| Год                     | Панцершреков | Гранат    |
| 1943                    | 50 835       | 173 000   |
| 1944                    | 238 316      | 1 805 400 |
| 1945 (с января по март) | 25 744       | 240 000   |
| Всего                   | 314 895      | 2 218 400 |

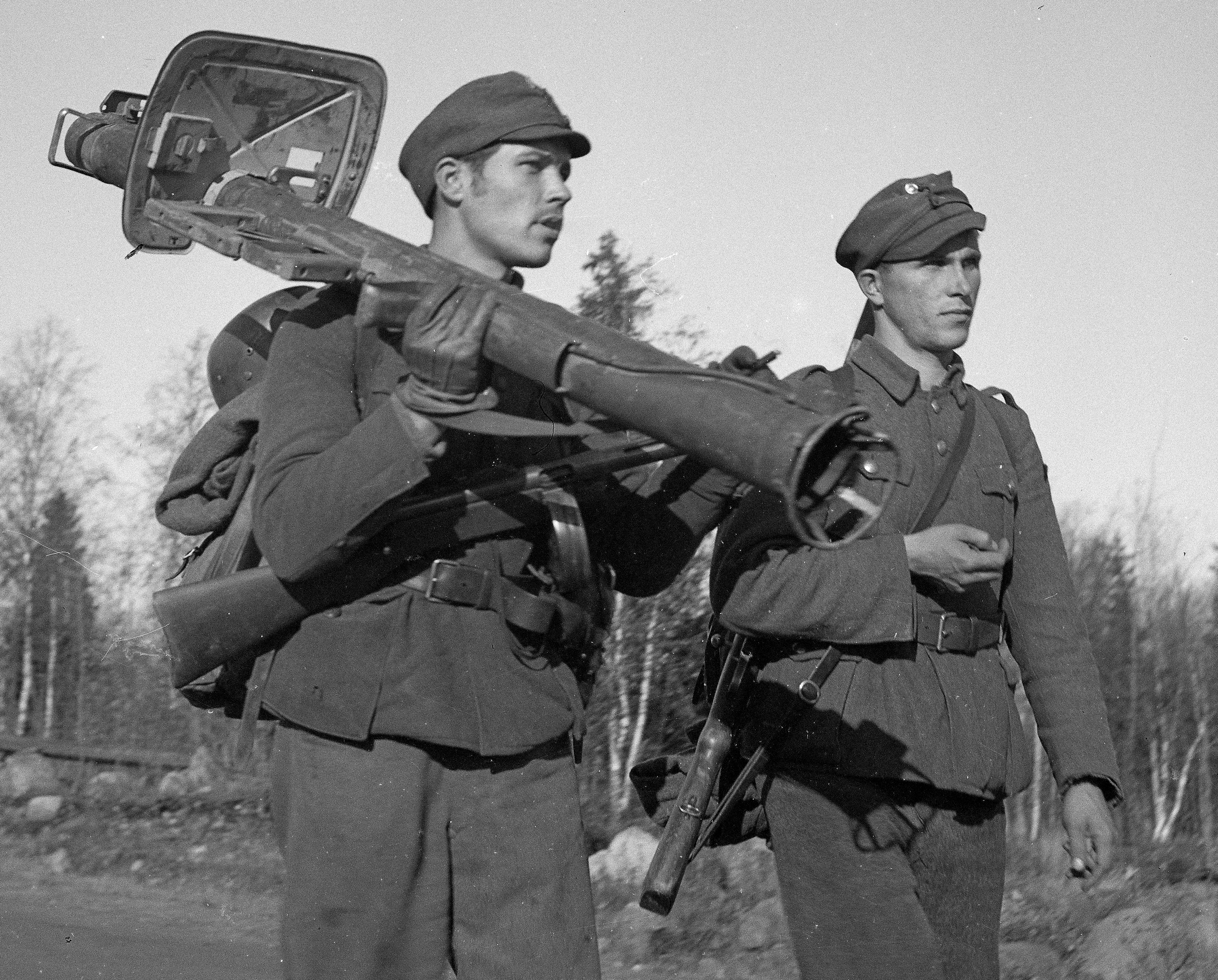
Финские солдаты с немецким панцершреком

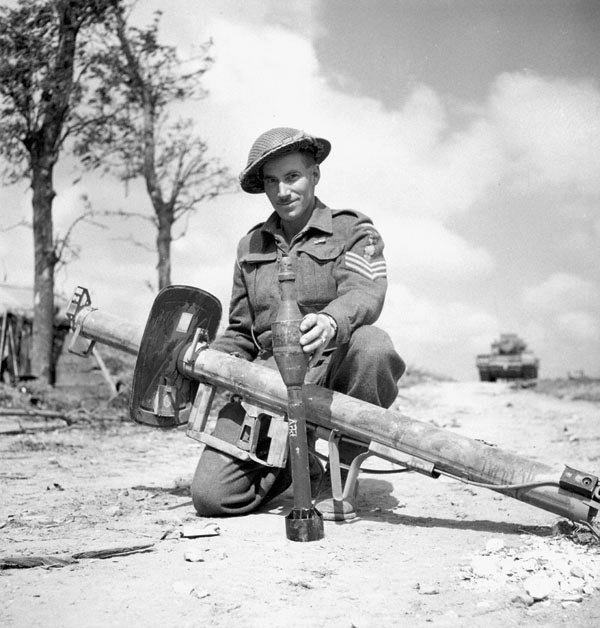
Канадский сержант демонстрирует панцершрек, 1944 год

Интересно, что для произведённых 314 895 гранатомётов было выпущено 2 218 400 ракет, то есть всего лишь около 7 штук на гранатомёт.

### Применение
Гранатомётами «Офенрор» и «Панцершрек» вооружались в первую очередь противотанковые роты мотострелковых полков танковых дивизий из расчёта 36 ружей на роту. В конце 1944 года каждая пехотная дивизия вермахта по штату имела 130 гранатомётов «Панцершрек» в активном использовании и 22 запасных. Эти гранатомёты поступали также на вооружение некоторых батальонов фольксштурма.
Добытое разведкой и переведённое на русский язык наставление по использованию «88-мм противотанкового ружья реактивного действия» было разослано по танковым соединениям Красной Армии в январе 1944 года с целью изучить тактические способы применения нового оружия, найти способы противодействия ему, а также захватить действующий образец с боеприпасами, с целью его изучения.